# Крофт, Тиган
Тиган Крофт (англ. Teagan Croft; род. 23 апреля 2004, Сидней, Австралия) — австралийская актриса

## Биография
Тиган Крофт родилась в 2004 году в Сиднее. Её тётя по материнской линии — актриса Джессика Макнэми.
Дебютировала ещё в девять лет, сыграв Скаут Финч в театральной постановке «Убить пересмешника». В 2016 она снялась в мыльной опере «Домой и в путь» и сыграла главную роль в научно-фантастическом фильме «Дитя Осириса». После чего переехала в Чикаго, чтобы продолжить карьеру уже в США.
В августе 2017 года стало известно, что актриса исполнит роль Рэйвен, героини комиксов DC, в телевизионном сериале «Титаны», премьера которого состоялась 12 октября 2018 года.

## Фильмография
| Год       |   | Русское название | Оригинальное название                        | Роль                |
| --------- | - | ---------------- | -------------------------------------------- | ------------------- |
| 2016      | с | Домой и в путь   | Home and Away                                | Белла Лонерган      |
| 2016      | ф | Дитя Осириса     | Science Fiction Volume One: The Osiris Child | Инди Соммервилль    |
| 2018—2023 | с | Титаны           | Titans                                       | Рэйчел Рот / Рэйвен |
| 2023      | ф | Истиный дух      | True Spirit                                  | Джессика Уотсон     |